# Nor Yungas
Nor Yungas é uma província da Bolívia localizada no departamento de La Paz, sua capital é a cidade de Coroico.